# 교황 비오 7세
교황 비오 7세(라틴어: Pius PP. VII, 이탈리아어: Papa Pio VII)는 제251대 교황(재위: 1800년 3월 14일 ~ 1823년 8월 20일)이다. 본명은 바르나바 니콜로 마리아 루이지 치아라몬티(이탈리아어: Barnaba Niccolò Maria Luigi Chiaramonti)이다.
나폴레옹과 정교협약을 맺고 황제 대관식에 참석하는등 타협을 통해 무너진 교회의 위상을 바로 세우고자 했으나 순탄치 못했다. 전쟁에 반대하며 중립을 고수하고 대륙봉쇄령에 반대하다가 포로생활을 하며 큰 고초를 겪었다. 나폴레옹이 몰락한후 교황청 재건을 위해 많은 노력을 기울였다.

## 생애

### 출생
1742년 8월 14일 이탈리아 체세나에서 출생하였다. 그의 집안은 전통적인 귀족 가문으로서 천문학자, 물리학자, 법률가들이 많이 있었다. 모친 계통으로는 교황 비오 6세와 친척 관계였다. 그의 어머니는 남편을 여읜 다음 다섯 자녀를 다 키운 후 가르멜 수녀회에 입회하여 수녀가 되었다.

### 가톨릭교회에서의 활동
루이지는 어릴 때 베네딕토회의 지도를 받아 수사가 되었다. 로마의 성 안셀로 대학교에서 수학한 후 몬테카시노 수도원에서 교수로 있다가 1766년 파르마의 성 요한 수도원에서 교수 생활을 한 후 성 안셀로 대학교로 옮겼고 1783년 티볼리의 주교가 되었다. 1785년 그는 교황 비오 6세에 의해 이몰라 교구로 전보되어 추기경이 되었다.

## 교황 재위

### 교황 선출
1799년 12월 8일, 오스트리아의 보호아래 베네치아에서 시작된 콘클라베는 3개월 이상 지속되었다. 결국 루이지 추기경이 교황으로 선출되어 비오 7세로 명명하였다.

### 정교협약
비오 7세는 재위 초기부터 오스트리아 제국으로부터의 독립을 선언하고 어렵게 해로를 통해 7월 3일 로마에 입성하여 콘살비 추기경을 국무성성 장관으로 임명하였다. 로마에 도착하자마자 프랑스의 제1통령이 된 나폴레옹 보나파르트로부터 정교협약의 제안이 들어왔다. 나폴레옹은 혁명으로 인해 황폐해진 프랑스의 질서를 바로 잡고 국민 감정을 일치시키기 위해서는 교황의 힘을 빌리지 않을 수 없었다. 조건은 교회 재산 몰수 승인, 교황이 임명한 주교를 파직하는 것, 성직자 공민 헌장에 따라 충성을 선서한 자를 주교로 임명하는 것 등 모든 면에서 교황청에 상당히 불리하였다.
그러나 비오 7세는 여러 사람들의 반대를 물리치고 교회의 영적인 유익을 앞세우면서 1801년 7월 15일 조약을 맺고 인준하였다. 그해 8월 15일에 〈그리스도의 교회(Ecclesia Christi)〉 라는 칙령을 통해 이 사실을 전세계에 알렸다. 그러나 나폴레옹은 갈리아주의에 입각한 교회를 재건하려는 속셈뿐이었다. 그리하여 정교 협정 이후 77개의 부속 법령을 만들어 교회의 권리를 유린하였다. 유럽을 제패한 나폴레옹은 로마 교황청마저 수중에 넣으려고 하였다.

### 황제 대관식 참석
나폴레옹은 역대 프랑스 왕들이 전통적으로 대관식을 치른 랭스 대성당을 거부하고 노트르담 대성당에서 대관식을 치루었다. 부패한 부르봉 왕조를 계승하는 군주가 아닌, 위대한 로마 제국의 대를 이은 후손임을 만천하에 과시하기 위해서였다. 나폴레옹이 교황으로부터 축성받기를 원하자 교황 비오 7세는 교황청의 반대에도 불구하고 왕관을 씌어주기 위해서 파리를 방문했다. 왕관을 씌워주면 교황으로서 자신의 권위 상승에 도움이 될거라고 생각했다. 그러나 나폴레옹 자신이 직접 황제관을 썼으므로 교황 비오 7세는 축복기도를 하고 그를 포옹해주는 것으로 만족해야만 했다. 대관식 직후에 나폴레옹에게 여러 가지 요구를 했으나 얻은 소득이라고는 성직자들을 위한 소액의 보수금과 유서 깊은 수도원 2-3개의 재건 그리고 외국 선교를 위한 신학교 건립, 일부 수도회의 활동을 인정하는 것뿐이었다.

### 감금 사건
유럽에서 전쟁이 재발하자 나폴레옹과 관계가 급속히 악화되었다. 교황은 중립을 고수하며 대륙봉쇄령을 지지하지 않자 1808년 2월에 나폴레옹은 로마를 점령하고 다음해 5월에 교황령을 합병해 버렸다. 이에 반발하여 1809년 6월 10일에 파문을 선포하자 즉시 프랑스 군인들에 의해 체포되어 제노바 인근 사보나에 구금되는 수모를 겪었다.1812년 5월에 퐁텐블로로 강제 이송된후 1813년 1월 교황령에 대한 권리포기등 광범위한 양도 조항이 포함된 '퐁텐블로 정교조약'에 서명을 강요받았다. 쇠약하고 병든 교황은 이에 굴복할 수 밖에 없었다. 1814년 비오 7세는 로마에 재입성하여 예수회를 복구하였다. 교황령은 1815년 빈 회의에서 콘살비 추기경에 의해 회복되었다.

## 같이 보기
- 교황 목록